# Styringomyia sessilis
Styringomyia sessilis är en tvåvingeart som beskrevs av Alexander 1972. Styringomyia sessilis ingår i släktet Styringomyia och familjen småharkrankar.
Artens utbredningsområde är Nigeria. Inga underarter finns listade i Catalogue of Life.